# 1594
Portal Geschichte | Portal Biografien | Aktuelle Ereignisse | Jahreskalender | Tagesartikel

◄ |
15. Jahrhundert |
16. Jahrhundert
| 17. Jahrhundert | ►

◄ |
1560er |
1570er |
1580er |
1590er
| 1600er | 1610er | 1620er | ►

◄◄ |
◄ |
1590 |
1591 |
1592 |
1593 |
1594
| 1595 | 1596 | 1597 | 1598 | ► | ►►
Staatsoberhäupter  · Nekrolog   · Musikjahr
| Januar | Januar | Januar | Januar | Januar | Januar | Januar | Januar |
| Kw     | Mo     | Di     | Mi     | Do     | Fr     | Sa     | So     |
| ------ | ------ | ------ | ------ | ------ | ------ | ------ | ------ |
| 52     |        |        |        |        |        | 1      | 2      |
| 1      | 3      | 4      | 5      | 6      | 7      | 8      | 9      |
| 2      | 10     | 11     | 12     | 13     | 14     | 15     | 16     |
| 3      | 17     | 18     | 19     | 20     | 21     | 22     | 23     |
| 4      | 24     | 25     | 26     | 27     | 28     | 29     | 30     |
| 5      | 31     |        |        |        |        |        |        |

| Februar | Februar | Februar | Februar | Februar | Februar | Februar | Februar |
| Kw      | Mo      | Di      | Mi      | Do      | Fr      | Sa      | So      |
| ------- | ------- | ------- | ------- | ------- | ------- | ------- | ------- |
| 5       |         | 1       | 2       | 3       | 4       | 5       | 6       |
| 6       | 7       | 8       | 9       | 10      | 11      | 12      | 13      |
| 7       | 14      | 15      | 16      | 17      | 18      | 19      | 20      |
| 8       | 21      | 22      | 23      | 24      | 25      | 26      | 27      |
| 9       | 28      |         |         |         |         |         |         |

| März | März | März | März | März | März | März | März |
| Kw   | Mo   | Di   | Mi   | Do   | Fr   | Sa   | So   |
| ---- | ---- | ---- | ---- | ---- | ---- | ---- | ---- |
| 9    |      | 1    | 2    | 3    | 4    | 5    | 6    |
| 10   | 7    | 8    | 9    | 10   | 11   | 12   | 13   |
| 11   | 14   | 15   | 16   | 17   | 18   | 19   | 20   |
| 12   | 21   | 22   | 23   | 24   | 25   | 26   | 27   |
| 13   | 28   | 29   | 30   | 31   |      |      |      |

| April | April | April | April | April | April | April | April |
| Kw    | Mo    | Di    | Mi    | Do    | Fr    | Sa    | So    |
| ----- | ----- | ----- | ----- | ----- | ----- | ----- | ----- |
| 13    |       |       |       |       | 1     | 2     | 3     |
| 14    | 4     | 5     | 6     | 7     | 8     | 9     | 10    |
| 15    | 11    | 12    | 13    | 14    | 15    | 16    | 17    |
| 16    | 18    | 19    | 20    | 21    | 22    | 23    | 24    |
| 17    | 25    | 26    | 27    | 28    | 29    | 30    |       |

| Mai | Mai | Mai | Mai | Mai | Mai | Mai | Mai |
| Kw  | Mo  | Di  | Mi  | Do  | Fr  | Sa  | So  |
| --- | --- | --- | --- | --- | --- | --- | --- |
| 17  |     |     |     |     |     |     | 1   |
| 18  | 2   | 3   | 4   | 5   | 6   | 7   | 8   |
| 19  | 9   | 10  | 11  | 12  | 13  | 14  | 15  |
| 20  | 16  | 17  | 18  | 19  | 20  | 21  | 22  |
| 21  | 23  | 24  | 25  | 26  | 27  | 28  | 29  |
| 22  | 30  | 31  |     |     |     |     |     |

| Juni | Juni | Juni | Juni | Juni | Juni | Juni | Juni |
| Kw   | Mo   | Di   | Mi   | Do   | Fr   | Sa   | So   |
| ---- | ---- | ---- | ---- | ---- | ---- | ---- | ---- |
| 22   |      |      | 1    | 2    | 3    | 4    | 5    |
| 23   | 6    | 7    | 8    | 9    | 10   | 11   | 12   |
| 24   | 13   | 14   | 15   | 16   | 17   | 18   | 19   |
| 25   | 20   | 21   | 22   | 23   | 24   | 25   | 26   |
| 26   | 27   | 28   | 29   | 30   |      |      |      |

| Juli | Juli | Juli | Juli | Juli | Juli | Juli | Juli |
| Kw   | Mo   | Di   | Mi   | Do   | Fr   | Sa   | So   |
| ---- | ---- | ---- | ---- | ---- | ---- | ---- | ---- |
| 26   |      |      |      |      | 1    | 2    | 3    |
| 27   | 4    | 5    | 6    | 7    | 8    | 9    | 10   |
| 28   | 11   | 12   | 13   | 14   | 15   | 16   | 17   |
| 29   | 18   | 19   | 20   | 21   | 22   | 23   | 24   |
| 30   | 25   | 26   | 27   | 28   | 29   | 30   | 31   |

| August | August | August | August | August | August | August | August |
| Kw     | Mo     | Di     | Mi     | Do     | Fr     | Sa     | So     |
| ------ | ------ | ------ | ------ | ------ | ------ | ------ | ------ |
| 31     | 1      | 2      | 3      | 4      | 5      | 6      | 7      |
| 32     | 8      | 9      | 10     | 11     | 12     | 13     | 14     |
| 33     | 15     | 16     | 17     | 18     | 19     | 20     | 21     |
| 34     | 22     | 23     | 24     | 25     | 26     | 27     | 28     |
| 35     | 29     | 30     | 31     |        |        |        |        |

| September | September | September | September | September | September | September | September |
| Kw        | Mo        | Di        | Mi        | Do        | Fr        | Sa        | So        |
| --------- | --------- | --------- | --------- | --------- | --------- | --------- | --------- |
| 35        |           |           |           | 1         | 2         | 3         | 4         |
| 36        | 5         | 6         | 7         | 8         | 9         | 10        | 11        |
| 37        | 12        | 13        | 14        | 15        | 16        | 17        | 18        |
| 38        | 19        | 20        | 21        | 22        | 23        | 24        | 25        |
| 39        | 26        | 27        | 28        | 29        | 30        |           |           |

| Oktober | Oktober | Oktober | Oktober | Oktober | Oktober | Oktober | Oktober |
| Kw      | Mo      | Di      | Mi      | Do      | Fr      | Sa      | So      |
| ------- | ------- | ------- | ------- | ------- | ------- | ------- | ------- |
| 39      |         |         |         |         |         | 1       | 2       |
| 40      | 3       | 4       | 5       | 6       | 7       | 8       | 9       |
| 41      | 10      | 11      | 12      | 13      | 14      | 15      | 16      |
| 42      | 17      | 18      | 19      | 20      | 21      | 22      | 23      |
| 43      | 24      | 25      | 26      | 27      | 28      | 29      | 30      |
| 44      | 31      |         |         |         |         |         |         |

| November | November | November | November | November | November | November | November |
| Kw       | Mo       | Di       | Mi       | Do       | Fr       | Sa       | So       |
| -------- | -------- | -------- | -------- | -------- | -------- | -------- | -------- |
| 44       |          | 1        | 2        | 3        | 4        | 5        | 6        |
| 45       | 7        | 8        | 9        | 10       | 11       | 12       | 13       |
| 46       | 14       | 15       | 16       | 17       | 18       | 19       | 20       |
| 47       | 21       | 22       | 23       | 24       | 25       | 26       | 27       |
| 48       | 28       | 29       | 30       |          |          |          |          |

| Dezember | Dezember | Dezember | Dezember | Dezember | Dezember | Dezember | Dezember |
| Kw       | Mo       | Di       | Mi       | Do       | Fr       | Sa       | So       |
| -------- | -------- | -------- | -------- | -------- | -------- | -------- | -------- |
| 48       |          |          |          | 1        | 2        | 3        | 4        |
| 49       | 5        | 6        | 7        | 8        | 9        | 10       | 11       |
| 50       | 12       | 13       | 14       | 15       | 16       | 17       | 18       |
| 51       | 19       | 20       | 21       | 22       | 23       | 24       | 25       |
| 52       | 26       | 27       | 28       | 29       | 30       | 31       |          |

| Januar | Januar | Januar | Januar | Januar | Januar | Januar | Januar |
| Kw     | Mo     | Di     | Mi     | Do     | Fr     | Sa     | So     |
| ------ | ------ | ------ | ------ | ------ | ------ | ------ | ------ |
| 52     |        |        |        |        |        | 1      | 2      |
| 1      | 3      | 4      | 5      | 6      | 7      | 8      | 9      |
| 2      | 10     | 11     | 12     | 13     | 14     | 15     | 16     |
| 3      | 17     | 18     | 19     | 20     | 21     | 22     | 23     |
| 4      | 24     | 25     | 26     | 27     | 28     | 29     | 30     |
| 5      | 31     |        |        |        |        |        |        |

| Februar | Februar | Februar | Februar | Februar | Februar | Februar | Februar |
| Kw      | Mo      | Di      | Mi      | Do      | Fr      | Sa      | So      |
| ------- | ------- | ------- | ------- | ------- | ------- | ------- | ------- |
| 5       |         | 1       | 2       | 3       | 4       | 5       | 6       |
| 6       | 7       | 8       | 9       | 10      | 11      | 12      | 13      |
| 7       | 14      | 15      | 16      | 17      | 18      | 19      | 20      |
| 8       | 21      | 22      | 23      | 24      | 25      | 26      | 27      |
| 9       | 28      |         |         |         |         |         |         |

| März | März | März | März | März | März | März | März |
| Kw   | Mo   | Di   | Mi   | Do   | Fr   | Sa   | So   |
| ---- | ---- | ---- | ---- | ---- | ---- | ---- | ---- |
| 9    |      | 1    | 2    | 3    | 4    | 5    | 6    |
| 10   | 7    | 8    | 9    | 10   | 11   | 12   | 13   |
| 11   | 14   | 15   | 16   | 17   | 18   | 19   | 20   |
| 12   | 21   | 22   | 23   | 24   | 25   | 26   | 27   |
| 13   | 28   | 29   | 30   | 31   |      |      |      |

| April | April | April | April | April | April | April | April |
| Kw    | Mo    | Di    | Mi    | Do    | Fr    | Sa    | So    |
| ----- | ----- | ----- | ----- | ----- | ----- | ----- | ----- |
| 13    |       |       |       |       | 1     | 2     | 3     |
| 14    | 4     | 5     | 6     | 7     | 8     | 9     | 10    |
| 15    | 11    | 12    | 13    | 14    | 15    | 16    | 17    |
| 16    | 18    | 19    | 20    | 21    | 22    | 23    | 24    |
| 17    | 25    | 26    | 27    | 28    | 29    | 30    |       |

| Mai | Mai | Mai | Mai | Mai | Mai | Mai | Mai |
| Kw  | Mo  | Di  | Mi  | Do  | Fr  | Sa  | So  |
| --- | --- | --- | --- | --- | --- | --- | --- |
| 17  |     |     |     |     |     |     | 1   |
| 18  | 2   | 3   | 4   | 5   | 6   | 7   | 8   |
| 19  | 9   | 10  | 11  | 12  | 13  | 14  | 15  |
| 20  | 16  | 17  | 18  | 19  | 20  | 21  | 22  |
| 21  | 23  | 24  | 25  | 26  | 27  | 28  | 29  |
| 22  | 30  | 31  |     |     |     |     |     |

| Juni | Juni | Juni | Juni | Juni | Juni | Juni | Juni |
| Kw   | Mo   | Di   | Mi   | Do   | Fr   | Sa   | So   |
| ---- | ---- | ---- | ---- | ---- | ---- | ---- | ---- |
| 22   |      |      | 1    | 2    | 3    | 4    | 5    |
| 23   | 6    | 7    | 8    | 9    | 10   | 11   | 12   |
| 24   | 13   | 14   | 15   | 16   | 17   | 18   | 19   |
| 25   | 20   | 21   | 22   | 23   | 24   | 25   | 26   |
| 26   | 27   | 28   | 29   | 30   |      |      |      |

| Juli | Juli | Juli | Juli | Juli | Juli | Juli | Juli |
| Kw   | Mo   | Di   | Mi   | Do   | Fr   | Sa   | So   |
| ---- | ---- | ---- | ---- | ---- | ---- | ---- | ---- |
| 26   |      |      |      |      | 1    | 2    | 3    |
| 27   | 4    | 5    | 6    | 7    | 8    | 9    | 10   |
| 28   | 11   | 12   | 13   | 14   | 15   | 16   | 17   |
| 29   | 18   | 19   | 20   | 21   | 22   | 23   | 24   |
| 30   | 25   | 26   | 27   | 28   | 29   | 30   | 31   |

| August | August | August | August | August | August | August | August |
| Kw     | Mo     | Di     | Mi     | Do     | Fr     | Sa     | So     |
| ------ | ------ | ------ | ------ | ------ | ------ | ------ | ------ |
| 31     | 1      | 2      | 3      | 4      | 5      | 6      | 7      |
| 32     | 8      | 9      | 10     | 11     | 12     | 13     | 14     |
| 33     | 15     | 16     | 17     | 18     | 19     | 20     | 21     |
| 34     | 22     | 23     | 24     | 25     | 26     | 27     | 28     |
| 35     | 29     | 30     | 31     |        |        |        |        |

| September | September | September | September | September | September | September | September |
| Kw        | Mo        | Di        | Mi        | Do        | Fr        | Sa        | So        |
| --------- | --------- | --------- | --------- | --------- | --------- | --------- | --------- |
| 35        |           |           |           | 1         | 2         | 3         | 4         |
| 36        | 5         | 6         | 7         | 8         | 9         | 10        | 11        |
| 37        | 12        | 13        | 14        | 15        | 16        | 17        | 18        |
| 38        | 19        | 20        | 21        | 22        | 23        | 24        | 25        |
| 39        | 26        | 27        | 28        | 29        | 30        |           |           |

| Oktober | Oktober | Oktober | Oktober | Oktober | Oktober | Oktober | Oktober |
| Kw      | Mo      | Di      | Mi      | Do      | Fr      | Sa      | So      |
| ------- | ------- | ------- | ------- | ------- | ------- | ------- | ------- |
| 39      |         |         |         |         |         | 1       | 2       |
| 40      | 3       | 4       | 5       | 6       | 7       | 8       | 9       |
| 41      | 10      | 11      | 12      | 13      | 14      | 15      | 16      |
| 42      | 17      | 18      | 19      | 20      | 21      | 22      | 23      |
| 43      | 24      | 25      | 26      | 27      | 28      | 29      | 30      |
| 44      | 31      |         |         |         |         |         |         |

| November | November | November | November | November | November | November | November |
| Kw       | Mo       | Di       | Mi       | Do       | Fr       | Sa       | So       |
| -------- | -------- | -------- | -------- | -------- | -------- | -------- | -------- |
| 44       |          | 1        | 2        | 3        | 4        | 5        | 6        |
| 45       | 7        | 8        | 9        | 10       | 11       | 12       | 13       |
| 46       | 14       | 15       | 16       | 17       | 18       | 19       | 20       |
| 47       | 21       | 22       | 23       | 24       | 25       | 26       | 27       |
| 48       | 28       | 29       | 30       |          |          |          |          |

| Dezember | Dezember | Dezember | Dezember | Dezember | Dezember | Dezember | Dezember |
| Kw       | Mo       | Di       | Mi       | Do       | Fr       | Sa       | So       |
| -------- | -------- | -------- | -------- | -------- | -------- | -------- | -------- |
| 48       |          |          |          | 1        | 2        | 3        | 4        |
| 49       | 5        | 6        | 7        | 8        | 9        | 10       | 11       |
| 50       | 12       | 13       | 14       | 15       | 16       | 17       | 18       |
| 51       | 19       | 20       | 21       | 22       | 23       | 24       | 25       |
| 52       | 26       | 27       | 28       | 29       | 30       | 31       |          |

## Ereignisse

### Politik und Weltgeschehen

#### Ost- und Nordeuropa

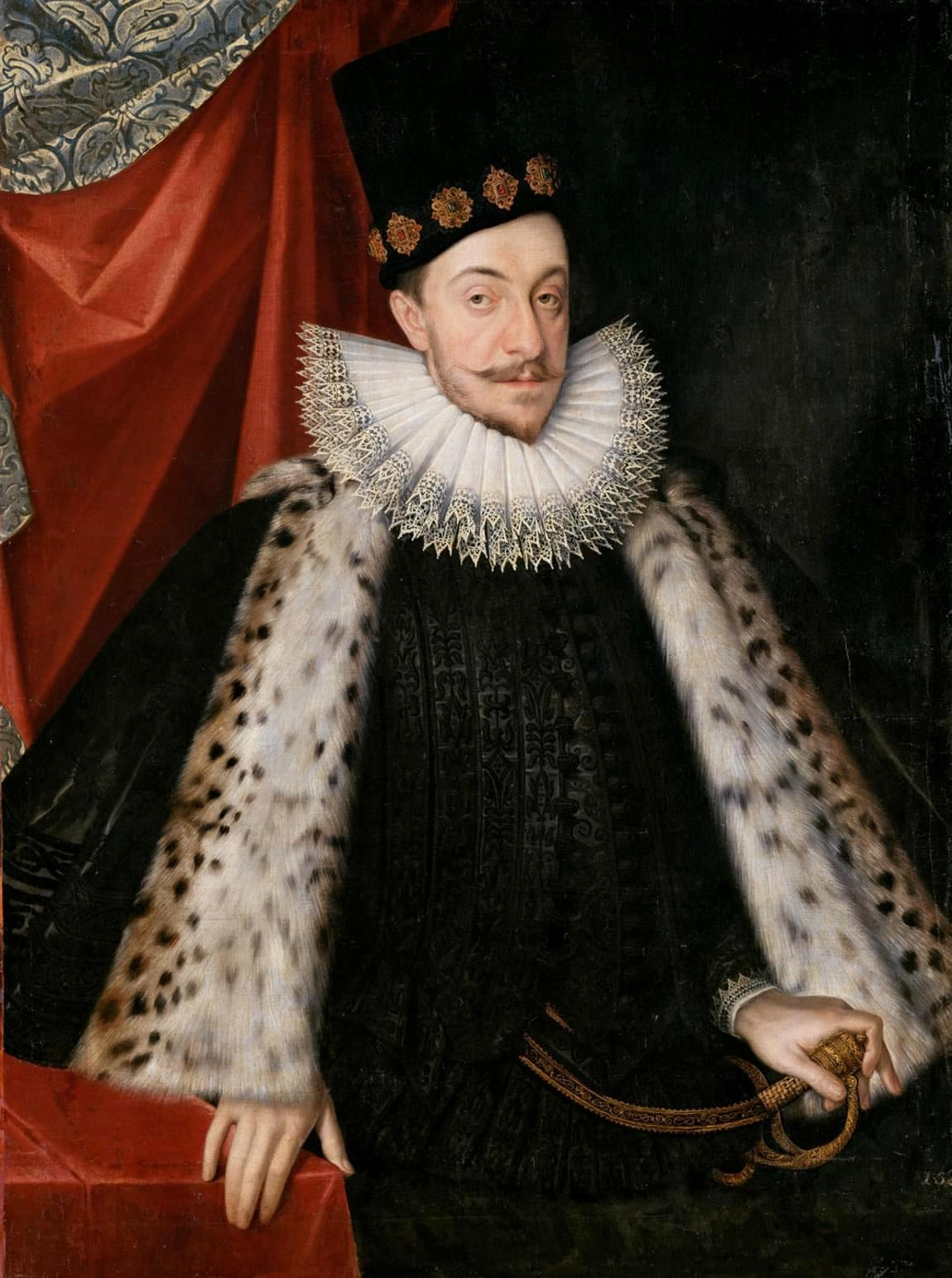
Sigismund III. Wasa

- 19. Februar: Der polnische König Sigismund III. Wasa wird in Uppsala zum König von Schweden gekrönt. Dafür muss er garantieren, dass Schweden weiterhin den protestantischen Glauben pflegen darf. Am 14. Juli reist Sigismund zurück nach Polen und überlässt die Regierungsgeschäfte dem schwedischen Herzog Karl als Reichsverweser.

#### Langer Türkenkrieg
- Am Beginn des im Vorjahr ausgebrochenen Langen Türkenkrieges kann die Osmanische Armee zunächst einige ungarische Festungen erobern, unter anderen die Hauptfestung Raab. Auf diplomatischem Gebiet gelingt es den Habsburgern jedoch, eine Kooperation mit Mihai Viteazul, dem Woiwoden der Walachei einzugehen, da dieser unzufrieden mit den immer höher werdenden finanziellen Forderungen durch das Osmanische Reich ist. Er beginnt im November eine Revolte gegen Sultan Murad III., bei der alle im Fürstentum vorgefundenen Muslime umgebracht werden. Den Osmanen fallen dadurch wichtige Weizenlieferungen aus.

#### West- und Mitteleuropa
- 27. Februar: Heinrich IV. wird in der Kathedrale Notre-Dame de Chartres zum König von Frankreich gekrönt. Am 27. Dezember verübt der katholische Student Jean Châtel einen Mordanschlag auf den König. Obwohl dieser ihn verschonen will, wird er am 29. Dezember durch Rädern und Vierteilen hingerichtet. Gleichzeitig mit dem Urteil spricht der Gerichtshof aus, dass die Angehörigen der Societas Jesu und ihre Schüler binnen dreier Tage Frankreich zu verlassen haben.
- Moritz von Oranien erobert im Achtzigjährigen Krieg die Stadt Groningen für die in der Utrechter Union verbundene Republik der Vereinigten Niederlande.

#### England / Irland
- 16. April: Nach einem elftägigen qualvollen Todeskampf stirbt Ferdinando Stanley, 5. Earl of Derby, auf Grund des Vermächtnisses von Heinrich VIII. Zweiter in der Thronfolge nach Königin Elisabeth I., vermutlich aufgrund einer Vergiftung. Sein Tod führt zu zahlreichen Verschwörungstheorien im Königreich England.
- In Irland beginnt mit einem Angriff von Hugh O’Neill auf ein englisches Fort der Neunjährige Krieg.

#### Stadtgründungen
Die Siedlung Surgut am Ob, eine der ältesten Städte in Sibirien, wird gegründet. Der Ortsname entstammt der Chantischen Sprache und bedeutet so viel wie „fischreiche Gegend“.

#### Entdeckungsfahrten
- 10. Juli: Der niederländische Seefahrer Willem Barents sichtet Nowaja Semlja im Nordpolarmeer und segelt in der Folge weiter nordwärts entlang den Inseln.

### Wirtschaft
- Eine ständige Postverbindung von Klagenfurt über Völkermarkt und die Pack nach Graz wird urkundlich dokumentiert.

### Wissenschaft und Technik
- Die Bürgerin Margaretha Lynnerie gründet in Münstereifel ein Institut zur Mädchenerziehung, das heutige Erzbischöfliche St.-Angela-Gymnasium.
- Die Scuola Grande dei Carmini in Venedig wird gegründet.
- Maurice Bouguereau veröffentlicht in Tours den ersten Atlas von Frankreich.

### Kultur

#### Bildende Kunst
- um 1594/1595: Michelangelo Merisi da Caravaggio malt eines seiner frühen Meisterwerke: Ruhe auf der Flucht nach Ägypten.

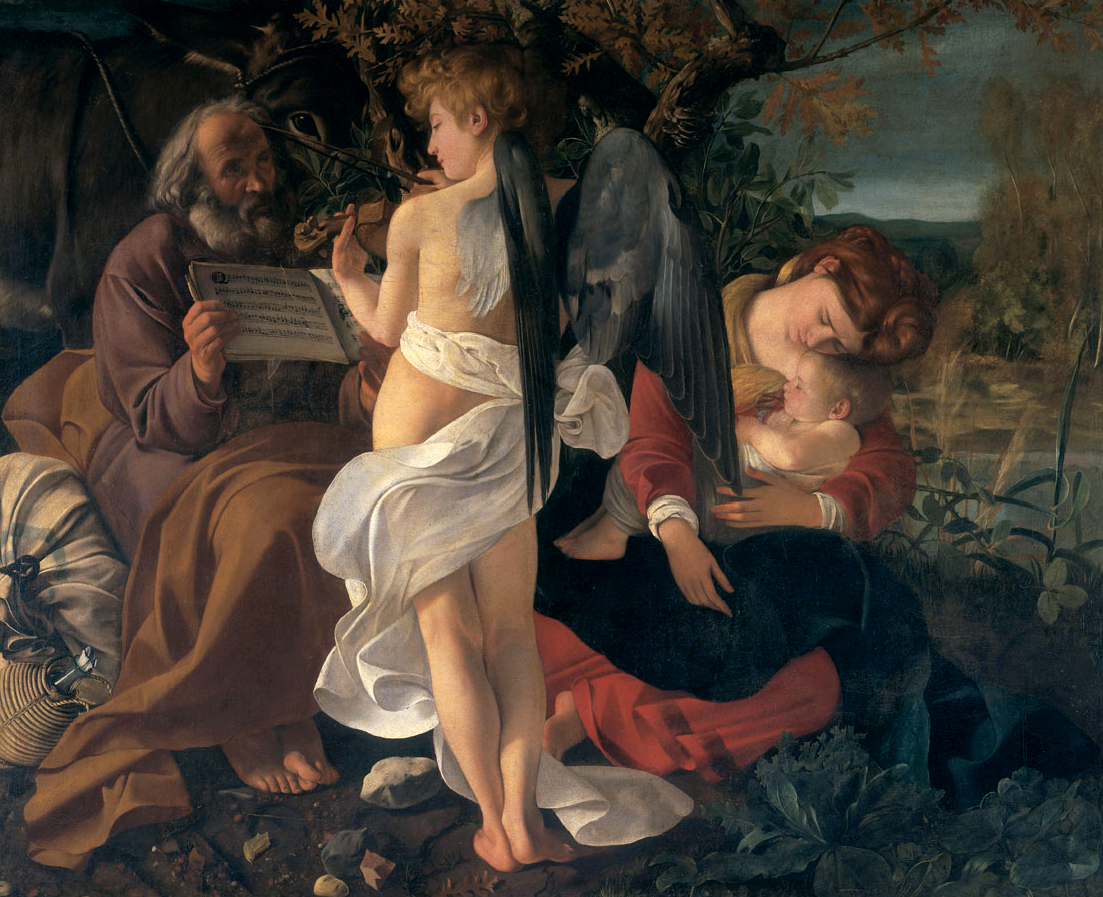
Die Ruhe auf der Flucht nach Ägypten (ca. 1595)

#### Musik
- Andreas Raselius, Kantor an der Neupfarrkirche in Regensburg, komponiert den ersten deutschen Evangelienspruch.

### Religion
- 24. November: In Goa, der Hauptstadt Portugiesisch-Indiens, wird der Grundstein für die Basílica do Bom Jesus gelegt.
- 18. Dezember: Die Klosterkirche des neugegründeten Kapuzinerklosters in Innsbruck wird geweiht.

## Historische Karten und Ansichten

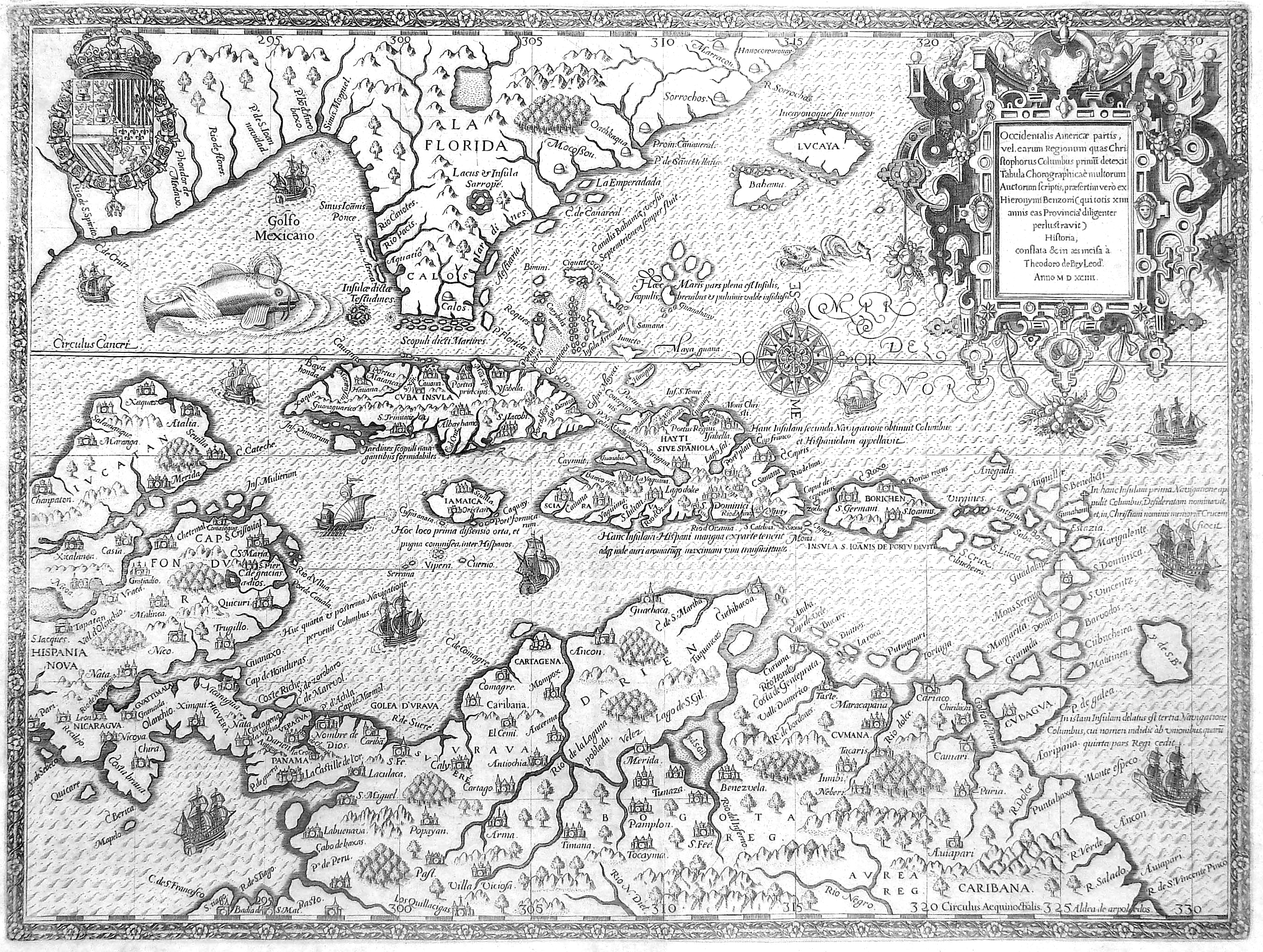
Mittelamerika 1594

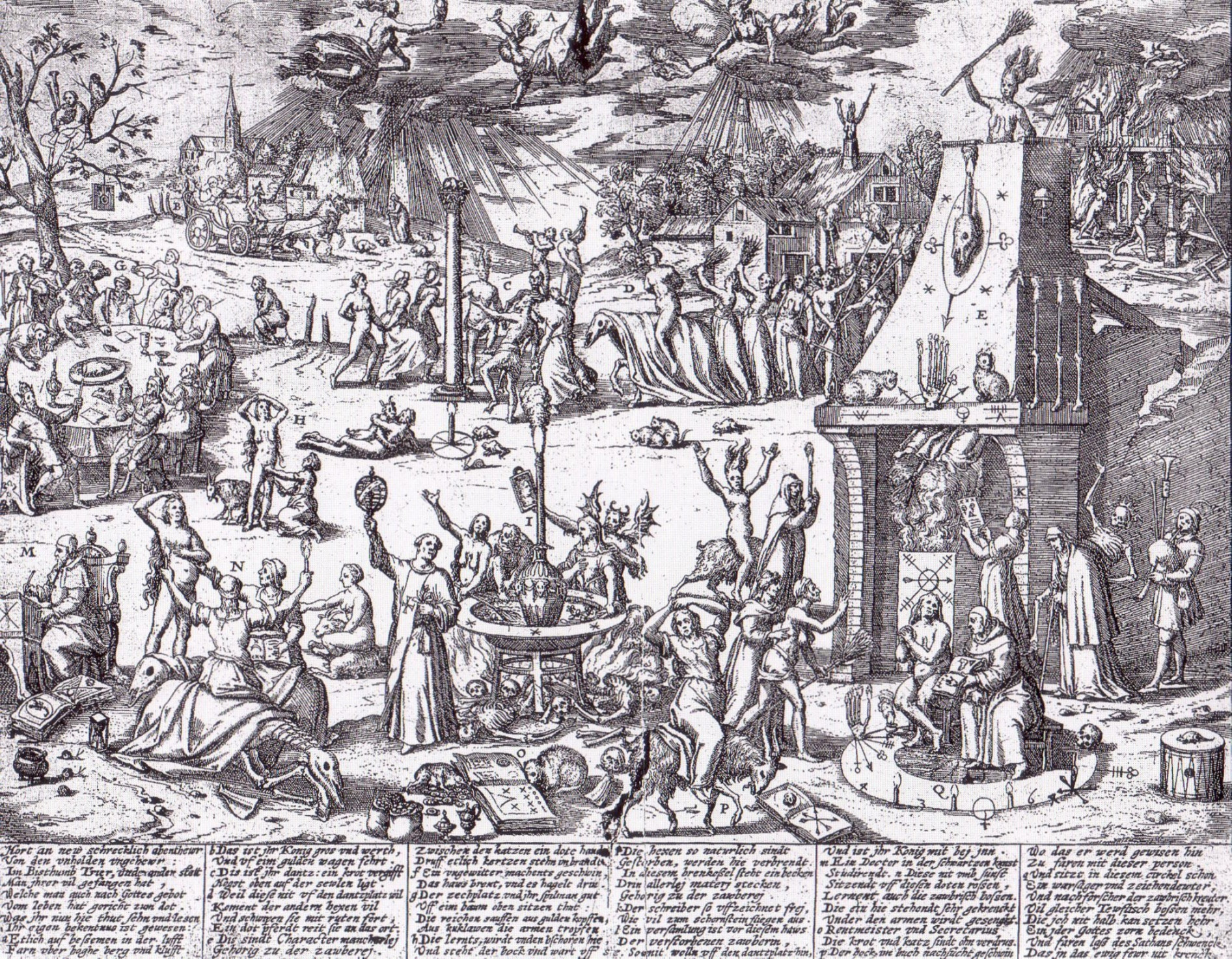
Trier Hexentanzplatz, Flugblatt 1594

## Geboren

### Geburtsdatum gesichert
- 04. Januar: Heinrich von Ryssel, Leipziger Ratsmitglied und Handelsmann († 1640)
- 31. Januar: Martin Neuffer, deutscher Jurist († 1638)
- 08. Februar: Vincenzo II. Gonzaga, Herzog von Mantua und Montferrat († 1627)
- 19. Februar: Henry Frederick Stuart, Prince of Wales, ältester Sohn von Jakob I. († 1612)
- 21. Februar: Johann Ernst I., Herzog von Sachsen-Weimar († 1626)
- 11. März: Jakob Müller, deutscher Mediziner und Mathematiker († 1637)
- 19. März: Ägidius Hunnius der Jüngere, deutscher lutherischer Theologe († 1642)
- 25. März: Maria Tesselschade Visscher, niederländische Malerin und Kupferstecherin († 1649)
- 01. April: Carlo Ridolfi, venezianischer Maler und Künstlerbiograph († 1658)
- 01. April: Tomasz Zamoyski, polnischer Staatsmann († 1638)
- 20. April: Matthäus Apelt, deutscher Komponist und Kirchenlieddichter († 1648)
- 01. Mai: John Haynes, englischer Kolonialgouverneur in der Massachusetts Bay Colony und in der Colony of Connecticut († 1653/54)
- 02. Mai: Franz Karl von Sachsen-Lauenburg, deutscher Adliger, Prinz von Sachsen-Lauenburg, General († 1660)
- 09. Mai: Ludwig Heinrich, Graf bzw. Fürst von Nassau-Dillenburg († 1662)
- 11. Mai: Charlotte-Marguerite de Montmorency, Mätresse des französischen Königs Heinrich IV. († 1650)
- 15. Mai: Sophie von Solms-Laubach, Markgräfin und Regentin von Brandenburg-Ansbach († 1651)
- 03. Juni: César de Bourbon, Herzog von Vendôme, Halbbruder von Ludwig XIII. († 1665)
- 08. Juni: Gottfried Heinrich Graf zu Pappenheim, Befehlshaber eines Kürassier-Regiments in habsburgischen Diensten († 1632)
- 15. Juni: Nicolas Poussin, französischer Künstler († 1665)
- 06. Juli: Friedrich V., Markgraf von Baden († 1659)
- 21. Juli: Andreas Burckhardt, Kanzler des Herzogtums Württemberg († 1651)
- 30. Juli: Jeremias Siegel, deutscher frühkapitalistischer Unternehmer († 1646)
- 06. August: Franz Peter König, Söldnerführer und Schultheiss der Stadt und Republik Freiburg i. Üe. († 1647)
- 25. August: Christoph Vitzthum von Eckstedt, kursächsischer Beamter († 1653)
- 13. September: Daniel Beckher der Ältere, deutscher Mediziner († 1655)
- 27. Oktober: Johann Rudolf Wettstein, Schweizer Politiker († 1666)
- 02. November: Ernestine von Ligne, Gräfin von Nassau-Siegen († 1668)
- 04. November: Johann Martin zu Stolberg, Graf von Stolberg († 1669)
- 24. November: Henry Grey, 10. Earl of Kent, englischer Adeliger († 1651)

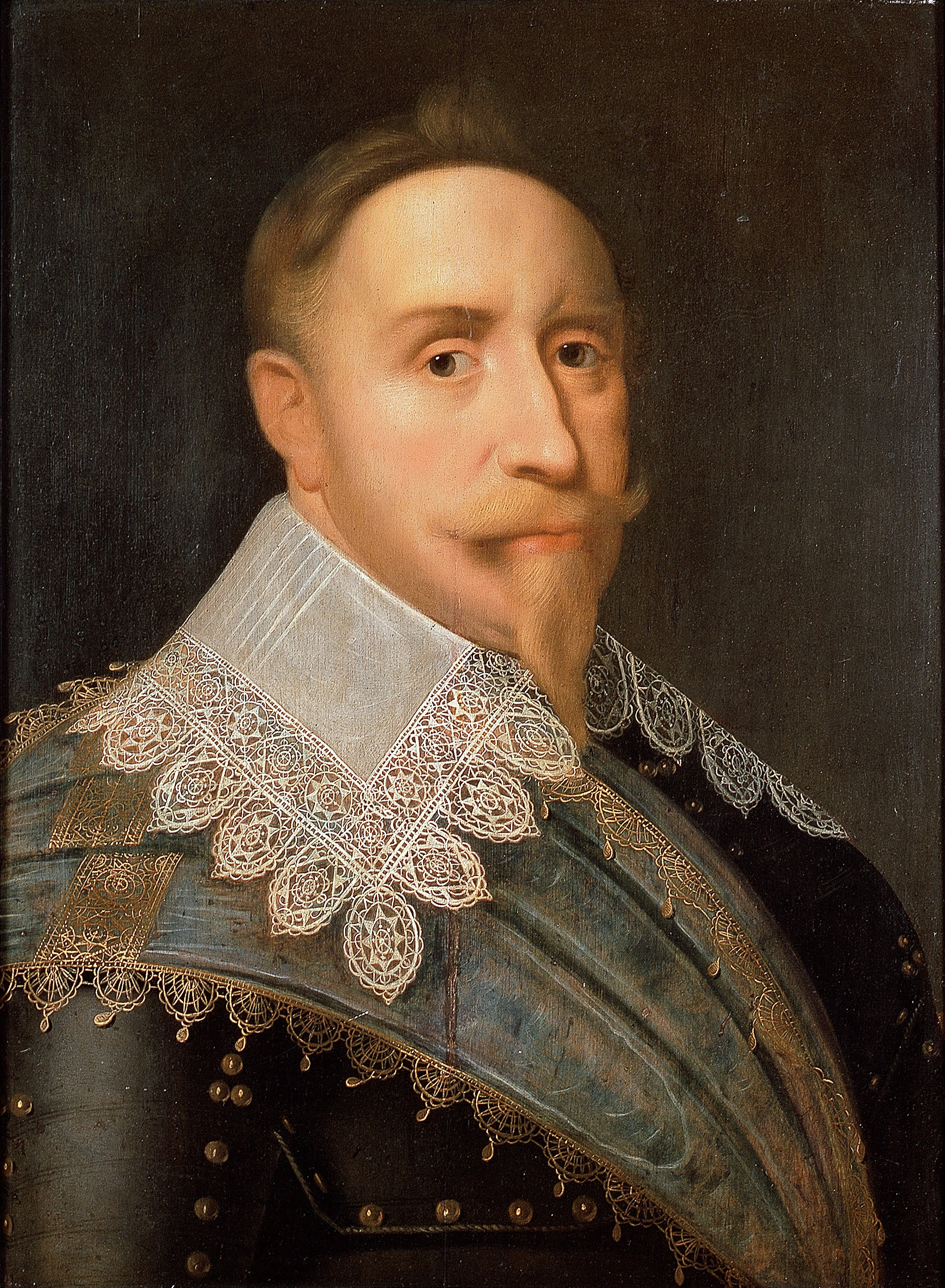
Gustav II. Adolf, 1630

- 19. Dezember: Gustav II. Adolf, König von Schweden und Heerführer im Dreißigjährigen Krieg († 1632)
- 24. Dezember: Otto von Hessen-Kassel, Erbprinz von Hessen-Kassel († 1617)

### Genaues Geburtsdatum unbekannt
- Antoine Léger der Ältere, französisch-schweizerischer evangelischer Geistlicher und Hochschullehrer († 1661)
- Shabdrung Ngawang Namgyel, Gründer Bhutans († 1651)
- Torsten Stålhandske, schwedischer General und Befehlshaber der finnischen Reitertruppen († 1644)

## Gestorben

### Erstes Halbjahr
- 01. Januar: Johannes Holl, Augsburger Baumeister (* 1512)
- 07. Januar: Lazarus Ercker, sächsischer und böhmischer Münzmeister, Guardein und Autor (* um 1528/30)
- 02. Februar: Giovanni Pierluigi da Palestrina, italienischer Komponist (* ca. 1525)
- 08. Februar: Elisabeth von der Pfalz, Herzogin von Sachsen (* 1540)
- 12. Februar: Johannes Bugenhagen der Jüngere, deutscher lutherischer Theologe (* 1527)
- 14. Februar: William Painter, englischer Schriftsteller (* um 1540)
- 15. Februar: Francesco Capriani, italienischer Architekt und Bildhauer (* 1535)
- 11. März: Jacob Kurz von Senftenau, Reichsvizekanzler des Heiligen Römischen Reiches (* 1553)
- 15. März: Casiodoro de Reina, spanischer evangelischer Theologe (* um 1520)
- 17. März: Ludwig Pfyffer von Altishofen , Schweizer Staatsmann und Heerführer (* 1524)

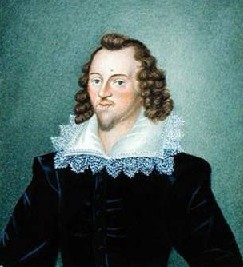
Ferdinando Stanley, 5th Earl of Derby

- 16. April: Ferdinando Stanley, 5. Earl of Derby, englischer Adeliger, Nr. 2 in der englischen Thronfolge (* 1559)
- 03. Mai: Asche von Holle, deutscher Unternehmer (* 1529)
- 15. Mai: Charlotte de La Marck, regierende Fürstin von Sedan und Herzogin von Bouillon (* 1574)
- 30. Mai: Bálint Balassa, ungarischer Dichter (* 1554)

Jacopo Tintoretto, Selbstporträt

- 31. Mai: Jacopo Tintoretto, italienischer Maler (* 1518)
- 05. Juni: Erik Gabrielsson Oxenstierna, schwedischer Staatsmann (* um 1546)
- 14. Juni: Orlando di Lasso, burgundisch-deutscher Komponist (* 1532)
- 29. Juni: Niels Kaas, dänischer Kanzler (* 1535)

### Zweites Halbjahr
- 16. Juli: Achatius Cureus, deutscher Autor und neulateinischer Lyriker (* um 1531)
- 18. Juli: Lorenz Dürnhofer, deutscher evangelischer Theologe (* 1532)
- 30. Juli: Charles II. de Bourbon, Erzbischof von Rouen (* 1562)
- 05. August: Eleonore von Österreich, Herzogin von Mantua (* 1534)
- August: Thomas Kyd, englischer Dramatiker (* 1558)
- 16. August: Johann Cobenzl, Diplomat in habsburgischen Dienst (* um 1530)
- 11. September: Balthasar Báthory, Gegner der Habsburger aus Siebenbürgen (* 1560)
- 16. Oktober: William Allen, englischer Kardinal (* 1532)
- 19. Oktober: Johann Agricola Eisleben, Bürgermeister von Berlin (* vor 1560)
- 24. Oktober: François d’O, Günstling des französischen Königs Heinrich III.
- 22. November: Martin Frobisher, englischer Seefahrer (* um 1535)
- 29. November: Alonso de Ercilla y Zúñiga, spanischer Edelmann, Soldat und Schriftsteller, Begründer der hispanoamerikanischen Literatur und „Erfinder“ des Indianerromans (* 1533)

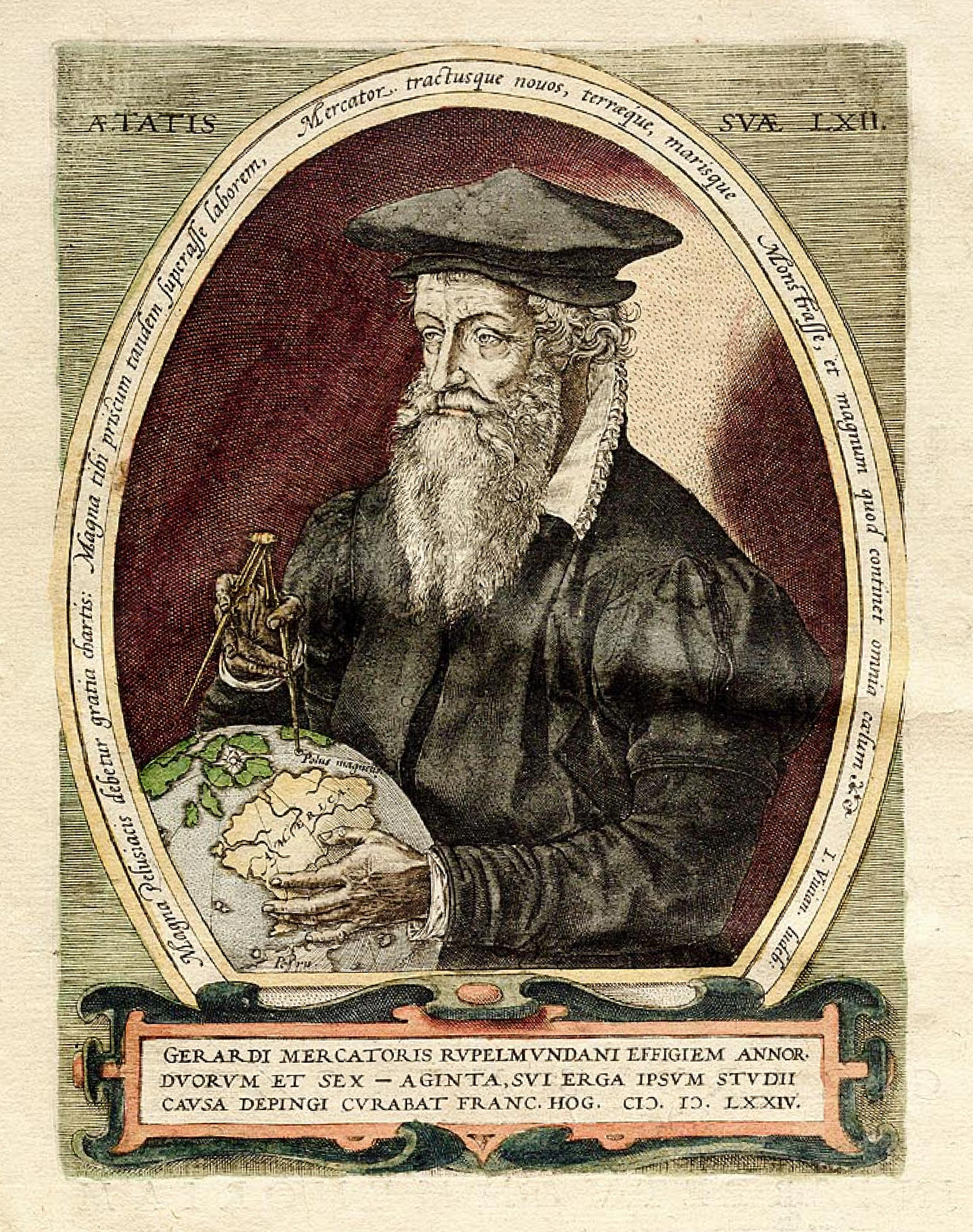
Gerhard Mercator, Kupferstich von Frans Hogenberg

- 02. Dezember: Gerhard Mercator, deutscher Mathematiker, Geograph, Philosoph, Theologe und Kartograf (* 1512)
- 05. Dezember: Hieronymus Nymmann, deutscher Mediziner (* 1554)

### Genaues Todesdatum unbekannt
- Petrus van der Aa, flandrischer Jurist (* 1530)
- Sievert Jürgen von Ahlefeldt, Gutsherr des Gutes Aschau
- Bonaventure Corneille Bertram, französischer evangelischer Theologe und Hochschullehrer (* 1531)
- John Johnson, englischer Lautenist und Komponist (* um 1540)
- Manase Dōsan, japanischer Arzt (* 1507)
- Maria Jacoba von Schwarzenberg, Äbtissin des freiweltlichen Damenstifts Buchau (* 1515)